# 西亞美尼亞

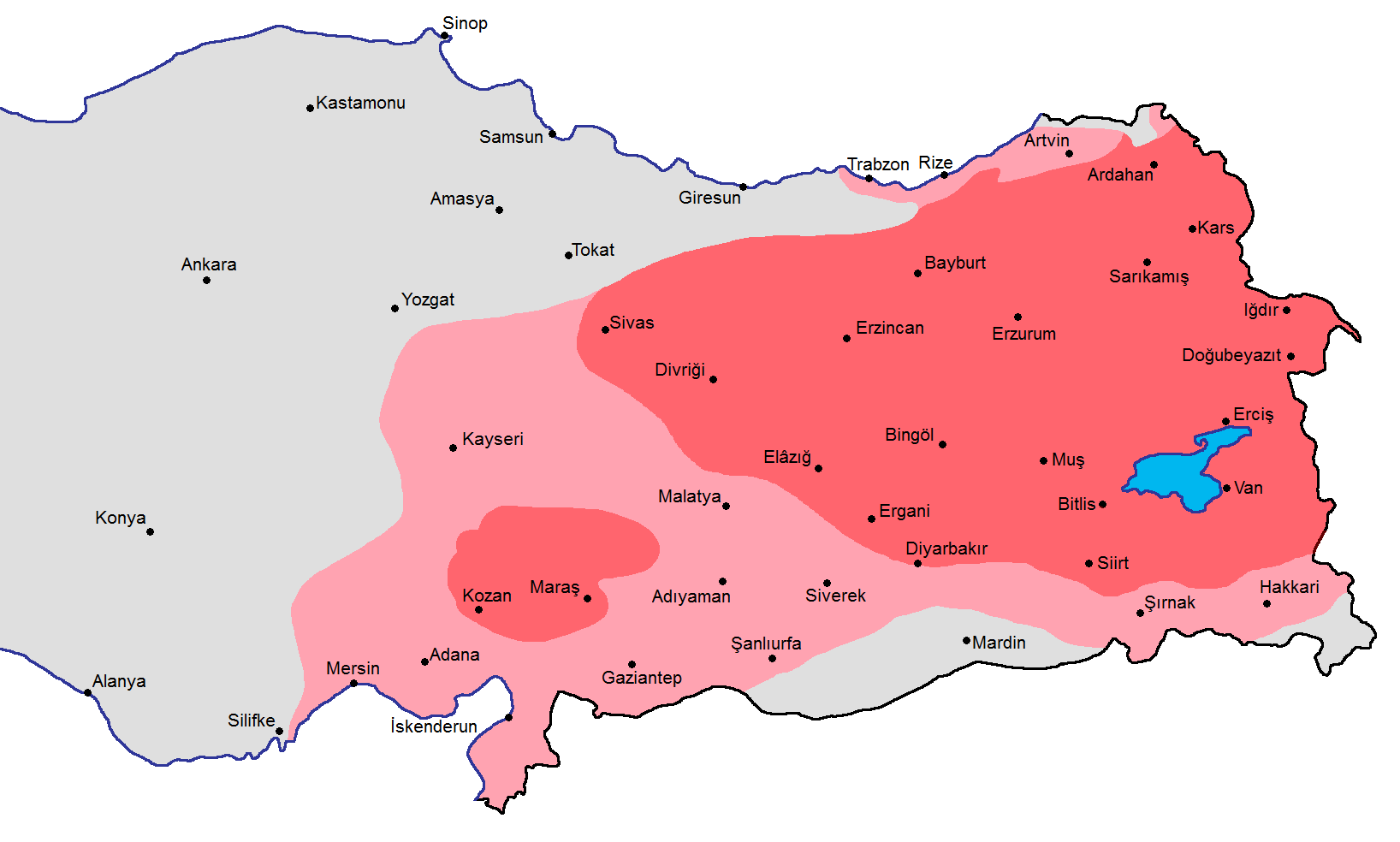
在17世紀早期，當亞美尼亞被鄂圖曼帝國征服之後數十年間，亞美尼亞人在今日土耳其邊界的分佈圖。
亞美尼亞人主流
有相當亞美尼亞人聚居

西亞美尼亞（Arevmdian Hayasdan）是一個歷史地理名詞，指在鄂圖曼帝國征服亞美尼亞之前，亞美尼亞人在今日土耳其國界聚居的範圍。此外，西亞美尼亞亦指拜占庭亞美尼亞，即昔日的大亞美尼亞被拜占庭帝國及波斯薩珊王朝於公元387年瓜分時，被併入拜占庭帝國的部分。
這部分地區包括今日在土耳其的卡爾斯省及凡城省。